# Jimmy Neutron (personagem)
Jimmy Neutron é o protagonista da série animada homônima e do filme Jimmy Nêutron, Menino Gênio, além da série spin-off As Aventuras de Jimmy Nêutron, o Menino Gênio. É um garoto de 11 anos que mora com seu robô de estimação Goddard e seus pais Hugo e Judy Neutron na fictícia cidade de Retroville.
Jimmy é um cientista que cria várias invenções. Ele tem dois amigos, Caio e Sheen, que sempre acompanham ele em suas aventuras. Jimmy também possui uma certa rivalidade com Cindy Vortex, sua colega de classe que sempre tenta ser melhor que ele, mas no fundo possui uma paixão secreta por ele. Seu nome completo é James Isaac Nêutron.
Uma de suas principais características é o seu cérebro enorme, que sempre o ajuda quando ele está em apuros, que nestes casos ele sempre força seu cérebro a pensar em algo imediato falando "pensa, pensa, pensa...". Após isso é mostrado dentro de seu cérebro sua ideia, sempre acompanhado com ele gritando "ideias a mil!" quando ele tem um plano pra salvar o dia.
Seu aniversário é no dia 14 de março, coincidindo-se no dia do Pi.

## Características
- Inteligência acima da média: Jimmy possui uma mente brilhante, capaz de criar invenções complexas e resolver problemas com facilidade.
- Criança curiosa: Sua paixão pela ciência o leva a explorar o mundo ao seu redor e a realizar experimentos, nem sempre com resultados esperados.
- Liderança: Apesar de sua pouca idade, Jimmy demonstra habilidades de liderança, guiando seus amigos em diversas missões.
- Relações interpessoais: Jimmy, apesar de sua inteligência, às vezes tem dificuldades em se conectar com seus colegas de escola, que não compreendem sua paixão pela ciência.

## Origem
A ideia de Jimmy Neutron nasceu da mente criativa de John A. Davis. Fascinado pela ideia de um menino gênio em um mundo comum, Davis desenvolveu um pitch que rapidamente chamou a atenção da Nickelodeon. A rede, conhecida por seus desenhos animados inovadores, viu potencial na proposta e deu luz verde para a produção da série. 
O design dos personagens, especialmente o icônico Goddard, foi cuidadosamente elaborado para transmitir a personalidade e o humor de cada um. A estreia de Jimmy Neutron em 2002 foi um sucesso imediato, conquistando o público infantil e adulto com suas aventuras repletas de humor e inteligência.